# Zinkit
Zinkit är en blandning av zink och svavel i proportionerna 4:1 (viktprocent). Vid antändning brinner det med en grönaktig låga och kraftig rökutveckling. Det används som bland annat raketbränsle till hobbyraketer och i vissa fall i rymdfärjors nödraketer. Denna kemiska reaktion kräver inget syre och den passar därför bra som nödbränsle i rymden där det inte finns något syre.
När du sedan antänder zinkiten bildas Zinksulfid.
Zn + S = ZnS
Zinkit kan vara ganska svårt att antända, ska man prova bara för skoj fungerar tomtebloss utmärkt. Tänk dock på att inte andas in röken och det är att föredra att det sker utomhus då det kommer att bli en hel del rök.